# Edvard Westerlund
Edvard Westerlund   (Hèlsinki, 1 de febrer de 1901 - Hèlsinki, 7 de desembre de 1982) va ser un lluitador finlandès, especialista en lluita grecoromana, que va competir durant les dècades de 1920 i 1930. Era germà dels també lluitadors Emil i Källe Westerlund.
El 1924 va prendre part en els Jocs Olímpics de París, on va guanyar la medalla de bronze en la competició del pes lleuger del programa de lluita grecoromana. Quatre anys més tard, als Jocs d'Amsterdam, guanyà la medalla de bronze en la pes lleuger. La tercera, i darrera participació en uns Jocs, fou el 1936, a Berlín, on disputà, sense sort, la prova del pes semipesant.
El 1921 havia guanyat la medalla de bronze del pes lleuger de lluita grecoromana al Campionat del Món i el 1922 la d'or en pes mitjà.